# Landschaftsschutzgebiet Heckenkomplex nordwestlich Kalldorf
Das Landschaftsschutzgebiet Heckenkomplex nordwestlich Kalldorf mit 22 ha Flächengröße liegt im Gemeindegebiet von Kalletal. Es wurde 1995 mit dem Landschaftsplan Nr. 4 Kalletal durch den Kreistag des Kreises Lippe erstmals als Landschaftsschutzgebiet (LSG) ausgewiesen. 2004 erfolgte die erneute Ausweisung durch den Kreistag mit dem geänderten Landschaftsplan.

## Beschreibung
Das LSG umfasst einen Grünland-Hecken-Wald-Bereich nordwestlich von Kalldorf, wobei das LSG direkt an die Bebauung reicht. An der Westgrenze grenzt ein Bauernhof an. Im Norden und Nordosten geht es bis zur Bundesstraße 514. Das Grünland wird überwiegend als Mähweide genutzt. Das LSG wird durch Hecken und Einzelbäume gegliedert. Im nördlichen Bereich steht ein Hainbuchenniederwald, im südlichen Teil ein Feuchtwald, der stellenweise sehr nass ist, mit Erlen, Eschen und Pappeln. Am östlichen Rand dieses Feuchtwaldes entspringt eine Quelle. Südlich schließt sich hier eine ehemalige Mergelgrube an.

## Schutzzwecke für das LSG
Laut Landschaftsplan erfolgte die Ausweisung des LSG
- „zur Erhaltung und Wiederherstellung der Leistungsfähigkeit des Naturhaushaltes in ökologisch besonders wertvoll strukturierten Bereichen mit Wasser-, Klima- und Biotopschutzfunktionen,“
- „zur Erhaltung und Wiederherstellung von Quellbereichen und naturnahen Fließgewässern, Grünland und naturnahen Waldbereichen unterschiedlicher Feuchtestufen, Feldgehölzen, Hecken und Obstwiesen,“
- „zur Erhaltung morphologisch ausgeprägter Bereiche zur Sicherung der landschaftlichen Eigenart und Vielfalt für die Erholung,“
- „zur Erhaltung wertvoller Biotopkomplexe aus Wald-Gründlandbereichen, Fließgewässern und Quellen mit wichtigen Trittstein- und Vernetzungsfunktionen,“
- „zur Erhaltung und Wiederherstellung wichtiger Rückzugsräume für die bedrohte Tier- und Pflanzenwelt,“
- „zur Sicherung der das Orts- und Landschaftsbild gliedernden und belebenden und die dörflichen Siedlungsstrukturen prägenden Freiraumelemente.“[1]

## Rechtliche Vorschriften
Im Landschaftsschutzgebiet ist unter anderem das Errichten von Bauten und das Anlegen von Fischteichen verboten.